# Bitwa pod Nowiodunum
Bitwa pod Nowiodunum — bitwa stoczona w roku 52 p.n.e. przez rzymskiego prokonsula Gajusza Juliusza Cezara z siłami powstańców galijskich pod wodzą Wercyngetoryksa.

## Sytuacja przed bitwą
Po przybyciu na tereny zbuntowanej Galii Zaalpejskiej (Galia Comata, Galia Transalpina) Cezar postanowił skupić legiony. Wyznaczonym miejscem zbiórki były prawdopodobnie okolice dzisiejszego Châtillon-sur-Seine. Po otrzymaniu tej wiadomości Wercyngetoryks zawrócił swą armię do kraju Biturygów, a następnie udał się do miasta Gorgobina (prawdopodobnie dzisiejsze La Guerche) zamieszkiwanego przez Bojów, których Cezar pokonanych w wojnie helweckiej rozmieścił tutaj i przydzielił Eduom pod opiekę.
Tu rozpoczął oblężenie i tym manewrem sprawił Cezarowi sporo kłopotu, ponieważ Bojowie jako sprzymierzeńcy Rzymu spodziewali się pomocy. Wyjście legionów z leż zimowych wiązałoby się z trudnościami w zaopatrzeniu w żywność, pozostawanie zaś w obozach skutkowałoby tym, że powstańcy zdobyliby Gorgobinę, a wszyscy dotychczasowi sprzymierzeńcy Cezara zobaczyliby, że nie mogą liczyć na jego pomoc.
Prokonsul zdecydował, że udzieli pomocy Bojom niezależnie od mogących nastąpić trudności w dostawach zaopatrzenia. Przypomniał zatem wiernym dotąd Eduom o dostawach i wysłał przodem gońców, by powiadomili Bojów o nadchodzącej odsieczy i wytrwali w wierności Rzymowi. Po pozostawieniu w Agendicum (dzisiejsze Sens) dwóch legionów na straży taborów i całych zapasów armii udał się pośpiesznym marszem  na czele ośmiu legionów na spotkanie z siłami Wercyngetoryksa.
Gdy następnego dnia legiony przybyły pod miasto Senonów Wellaunodunum (dzisiejsze Montargis lub Château-Landon), Cezar rozkazał zbudować obóz i przygotować się do szturmu na mury. Decyzja podyktowana była tym, żeby nie zostawiać jakiegoś wroga na swoim zapleczu, zwłaszcza mającego oparcie w ufortyfikowanym mieście. Senonowie bowiem przystąpili do powstania przeciwko Rzymianom. Decyzja podyktowana była też koniecznością ubezpieczenia dróg zaopatrzenia, dlatego Cezar postanowił oblegać miasto i w ciągu dwóch dni opasał je wałem.
W trzecim dniu oblężenia prokonsul przysłanym z miasta posłom w sprawie poddania się kazał znieść broń, przypędzić juczne zwierzęta i wydać sześciuset zakładników. Pozostawił też na miejscu swego legata Gajusza Treboniusza, by dopilnował warunków poddania.
Sam pośpiesznym marszem wyruszył do Cenabum Karnutów, którzy dopiero teraz otrzymali wiadomość o oblężeniu Wellaunodunum. Przypuszczali oni, że oblężenie potrwa dłużej i zajęli się przygotowaniem załogi do obrony Cenabum, aby ją tam posłać, by przedłużyć opór. Cezar przybył pod miasto Karnutów w ciągu dwóch dni i zatoczył przed nim obóz. Po umocnieniu obozu i wystawieniu straży Rzymianie udali się na spoczynek odkładając szturm na mury na następny dzień gdyż zbliżała się noc. Żołnierze byli też zmęczeni trudami forsownych marszów. Niemniej na rozkaz Cezara część żołnierzy rozpoczęła przygotowania do szturmu, natomiast dwa legiony stanęły na straży w gotowości bojowej z uwagi na to, że most na rzece Liger dochodził do samego miasta i istniała uzasadniona obawa, że obrońcy mogą spróbować uciec po nim w nocy przed rozpoczęciem porannego szturmu na mury.
Tuż przed północą Cenabijczycy wyszli cichaczem z miasta i zaczęli przeprawiać się przez rzekę. Gdy zwiadowcy donieśli o tym Cezarowi, ten kazał legionom, które zgodnie z jego rozkazem stały w gotowości bojowej podpalić bramy miasta i wtargnąć do środka. Legioniści błyskawicznie opanowali miasto i poza niewielką liczbą zaginionych wszyscy dostali się do niewoli, ponieważ ciasnota mostu i dróg uniemożliwiała tłumom szybką ucieczkę. Na rozkaz Cezara miasto zostało splądrowane i spalone w zemście za rzeź jakiej dokonano tu na kupcach rzymskich na początku powstania. Cała zdobycz łącznie z jeńcami sprzedanymi do niewoli dostała się żołnierzom. Następnie po przejściu przez most na rzece Liger Cezar udał się do kraju Biturygów.

## Przebieg bitwy
Wercyngetoryks dowiedziawszy się o nadejściu Cezara przerwał oblężenie Gorgobiny i ruszył naprzeciw. Cezar jednak postanowił przed starciem z głównymi siłami Galów zdobyć leżące po drodze miasto Nowiodunum dokładnie z takich samych powodów, dla których zdobył zarówno Wellaunodunum jak i Cenabum. Aby na swoim zapleczu nie pozostawić bronionych przez wroga twierdz.
Mieszkańcy Nowiodunum wysłali do Cezara posłów z prośbą, aby im wybaczył i oszczędził ich życie i mienie. Prokonsul zdając sobie sprawę z tego, że główne siła Galów są blisko nie zwlekał długo.  Rozkazał wydać broń, przyprowadzić konie i dostarczyć zakładników. Kiedy jednak po wydaniu zakładników reszta warunków poddania była w trakcie załatwiania, a do miasta weszli centurionowie z garstką żołnierzy dla odebrania broni i zwierząt jucznych, z murów dostrzeżono w oddali nieprzyjacielską konnicę, która wyprzedzała kolumnę marszową piechoty Galów.
Widok ten sprawił, że w mieszkańcach ożyła nadzieja na ratunek. Podnieśli więc wrzask i chwycili za broń biegnąc do bram i na mury. Centurionowie domyślili się z zachowania Biturygów, że coś nowego zaszło w ich umysłach, z dobytymi mieczami opanowali bramy i z wszystkimi swoimi żołnierzami, z którymi weszli do miasta cało powrócili.
Na widok zbliżających się Galów Cezar kazał wyprowadzić swą konnicę (byli to sprzymierzeni z Rzymem Galowie oraz najemni Germanie), by gwałtownym atakiem powstrzymała natarcie jazdy galijskiej. Powstańcy mając przewagę liczebną zaczęli brać górę nad jazdą Cezara i  dlatego, gdy jego jeźdźcy znaleźli się już w trudnym położeniu, posłał z odsieczą blisko czterystu jeźdźców germańskich, których od początku kampanii w Galii miał przy sobie. Galowie nie potrafili wytrzymać ich uderzenia i zmuszeni do ucieczki ze znacznymi stratami wycofali się do głównych sił.
Po rozgromieniu jazdy galijskiej mieszczan z Nowiodunum ponownie ogarnęło przerażenie – tych uważali za sprawców podburzenia ludu, przywiedli pojmanych do Cezara i poddali mu się. Po tych wydarzeniach Cezar ruszył na miasto Avaricum (dzisiejsze Bourges), największe i najlepiej umocnione w kraju Biturygów.